# マキタスポーツ食道
マキタスポーツ食道（マキタスポーツしょくどう） は2018年4月8日から2019年3月22日までニッポン放送で放送されていたラジオ番組である。

## 概要
コメディアン、俳優、ミュージシャン、作家と幅広く活動するマキタスポーツが「食」に関するあらゆることを語っていく番組。リスナーから"思い出の背景めし"を募集し、マキタと共に食の道を突き進もうと考えている。
Twitterの公式ハッシュ・タグは『#マキ食 』。
ニッポン放送のポッドキャストではアーカイブの配信もおこなっている。

## 放送時間
年度上半期はニッポン放送のみのローカル放送。下半期は一部の地方局にもネットされた。『ニッポン放送ショウアップナイター』放送時、もしくは2ヶ月に1回のニッポン放送スペシャルウィークと重なった週は、ネット局も含めて休止された。
以下は最終回時点での放送時間である。
| 放送地域      | 放送局                            | 放送時間           | 放送期間                      | 放送時間変遷・備考                                                                                          |
| ------------- | --------------------------------- | ------------------ | ----------------------------- | --- |
| 関東広域圏    | ニッポン放送（LF） （制作局）     | 金曜 20:30 - 20:50 | 2018年4月8日 - 2019年3月22日  | 現行放送時間では2018年10月5日より放送。 - 2018年4月8日 - 2018年7月15日 : 日曜ナイター非開催日 19:40 - 20:00 |
| 山形県        | 山形放送（YBC）                   | 金曜 20:30 - 20:50 | 2018年10月5日 - 2019年3月22日 | |
| 新潟県        | 新潟放送（BSN）                   | 金曜 20:30 - 20:50 | 2018年10月5日 - 2019年3月22日 | |
| 富山県        | 北日本放送（KNB）                 | 金曜 20:30 - 20:50 | 2018年10月5日 - 2019年3月22日 | |
| 和歌山県      | 和歌山放送（wbs）                 | 金曜 20:30 - 20:50 | 2018年10月5日 - 2019年3月22日 | |
| 香川県        | 西日本放送（RNC）                 | 金曜 20:30 - 20:50 | 2018年10月5日 - 2019年3月22日 | |
| 徳島県        | 四国放送（JRT）                   | 金曜 20:30 - 20:50 | 2018年10月5日 - 2019年3月22日 | |
| 長崎県 佐賀県 | 長崎放送（NBC） （NBCラジオ佐賀） | 金曜 20:30 - 20:50 | 2018年10月5日 - 2019年3月22日 | |
| 熊本県        | 熊本放送（RKK）                   | 金曜 20:30 - 20:50 | 2018年10月5日 - 2019年3月22日 | |

## ナビゲーター
- マキタスポーツ

## エピソード
- 初回放送では、カンヌの広告賞（CANNES LIONS）でも評価されたマキタが推奨する10分どん兵衛の誕生の経緯を語った[6][7]。